# حصار مراكش (1674)
حصار مراكش هو حصار وقع عام 1674 وتواجه فيه كل من جيش السلطان مولاي إسماعيل بن شريف في وأنصار مولاي أحمد بن محرز ، وانته الحصار بدخول المولى إسماعيل على مراكش في ماي 1673.

## سيرورة الحصار
في ماي 1673 ، استولى أحمد بن محرز ، بمساعدة أنصاره، على مراكش للمرة الثانية. بعد حملة ضد القبائل العربية في بلاد أنجاد التي امتهنت قطع الطرق، أطلق مولاي إسماعيل حملة جديدة ضد ابن أخيه أحمد. فسار على رأس جيشه إلى بلاد تادلة والتقى بجيش أحمد في بووجبة على ضفاف وادي الأبيض. لتندلع معركة انتصر فيها المولى إسماعيل. ثم لاحق عمه أحمد إلى درعة التي نحصن بها.

## أنظر أيضا
- حصار مراكش (1675-1677)
- حصار جزيرة قميرة (1702)